# إدارة النشر (حاسوب)
إدارة النشر (مكتبة البنية التحتية لتقانة المعلومات) (بالإنجليزية: Deployment management (ITIL))‏ وتعني إدارة النشر إلى التخطيط والجدولة والتحكم في حركة الإصدارات للاختبار والبيئات الحية للبرامج. والهدف الأساسي منها في عملية مكتبة البنية التحتية لتقانة المعلومات هو ضمان حماية سلامة البيئة الحية وإصدار المكونات الصحيحة من البرامج.

## العملية
تتطابق أنشطة وأهداف العملية الخاصة بعملية إدارة الإصدار والنشر في النسخة الثالثة من مكتبة البنية التحتية لتقنية المعلومات في الغالب مع إدارة الإصدار في النسخة الثانية من مكتبة البنية التحتية لتقنية المعلومات. حيث توفر إدارة إصدار النسخة الثالثة من مكتبة البنية التحتية لتقنية المعلومات مزيدًا من التفاصيل بشكل كبير في مجالات تخطيط الإصدار واختباره؛ أدى ذلك إلى إضافة عمليتين مخصصتين تم إدراجهما تحت إدارة الإصدار في إصدار مكتبة البنية التحتية لتقنية المعلومات السابق: إدارة المشروع - تخطيط الانتقال والدعم، والتحقق من الخدمة واختبارها.
يصف الإصدار الأخير من مكتبة البنية التحتية لتقنية المعلومات النسخة الرابعة الأنشطة الرئيسية لإدارة الإصدار والنشر في ممارسة إدارة الخدمة لـ «إدارة الإصدار» وممارسة الإدارة الفنية لـ «إدارة النشر».
إن الغرض من ممارسة إدارة النشر هو نقل الأجهزة أو البرامج أو الوثائق أو العمليات الجديدة أو المتغيرة أو أي مكون آخر إلى البيئات الحية. قد تشارك أيضًا في نشر المكونات في بيئات أخرى للاختبار أو التدريج. تعمل إدارة النشر بشكل وثيق مع إدارة الإصدار والتحكم في التغيير، ولكنها يتم اعتبارها ممارسة منفصلة. في بعض المؤسسات، حيث يتم استخدام مصطلح «توفير» لوصف نشر البنية التحتية، ويتم استخدام النشر فقط للإشارة إلى نشر البرامج، ولكن في هذه الحالة، يتم استخدام مصطلح «النشر» للإشارة إلى كليهما.